# Aguas de Valencia
Aguas de Valencia, S.A. (Valencia, España), es una sociedad constituida en 1890 bajo la razón social “Sociedad de Aguas Potables y Mejoras de Valencia, S.A.”, habiendo cambiado dicha denominación a la actual en junio de 1988. Tiene por objeto social la gestión y explotación de los servicios de:
- Abastecimiento de agua potable a poblaciones.
- Saneamiento, evacuación y depuración de aguas residuales.
- Suministro de agua para usos agrícolas.
- Realización, mantenimiento y conservación de obras y construcciones.
- Realización del servicio de Inspección Técnica de Vehículos.

Su actividad principal, y la del Grupo Aguas de Valencia, del que la Sociedad es matriz, consiste en la explotación de servicios de abastecimiento de agua potable. A 31 de diciembre de 2004 el grupo era titular o participaba en un total de 170 contratos de concesiones administrativas, o de otro tipo, relativos a su objeto social, del que el más importante es el Servicio de Agua Potable en la ciudad de Valencia, del que tiene la concesión hasta el año 2052.
En el ejercicio 2004 la cifra de negocio y el beneficio del Grupo ascendió a 108 millones y 8 millones de euros, respectivamente.
Desde 2015, es también el primer accionista del Oceanográfico de Valencia, dentro del consorcio Avanqua.